# جورج س. بنجامين
جورج س. بنجامين (بالإنجليزية: Georges C. Benjamin)‏ هو طبيب أمريكي، ولد في 28 سبتمبر 1952.